# جنی کید تراوت
جنی کید تراوت (انگلیسی: Jennie Kidd Trout؛ ۲۱ آوریل ۱۸۴۱ – ۱۰ نوامبر ۱۹۲۱) نخستین پزشک زن در کانادا بود که جواز فعالیتش را مارس ۱۸۷۵ دریافت کرد. او تا ژوئیه ۱۸۸۰ تنها پزشک زنی بود که پروانهٔ طبابت داشت؛ تا آنکه در آن تاریخ امیلی استو هم شرایط لازم را احراز کرد و موفق به طبابت شد.
جنی در سن ۶ سالگی به همراه والدینش از اسکاتلند به استراتفورد، انتاریو در کانادا مهاجرت کرد و سال‌ها بعد پس از ازدواج با یک روزنامه‌نگار به نام ادوارد تراوت به تورنتو نقل مکان کرد. او از بیماری مزمنی رنج می‌برد و همین موضوع انگیزه‌ای شد تا به رشتهٔ پزشکی علاقه‌مند شده و پس از قبولی در آزمون‌های ورودی در سال ۱۸۷۱ به دانشکدهٔ پزشکیِ دانشگاه تورنتو برود. او با امیلی استو هم‌دوره بود، اما امیلی استو به سبب رفتارهای تحقیرآمیز دانشکده با دختران دانشجو در آن زمان حاضر نشد در آزمون‌های دانشکده شرکت کند. جنی نیز به دانشکدهٔ پزشکی زنان در پنسیلوانیا رفت و در آنجا، در تاریخ ۱۱ مارس ۱۸۷۵ میلادی مدرک دکترای پزشکی را دریافت کرد و نخستین زن کانادایی با پروانهٔ طبابت شد.
در بازگشت به کانادا او مرکزی درمانی به نام «مؤسسهٔ درمانی و الکتریکی» در تورنتو افتتاح کرد که کارش درمان بیماران با «حمام‌های گالوانیک یا برقی» بود. او به مدت شش سال نیز یک داروخانهٔ عمومیِ مجانی برای فقرا و نیازمندان در همین مکان داشت. مرکز درمانی او چنان موفق بود که کمی بعد، شعبه‌های دیگری از آن در برنتفورد و همیلتون گشوده شد.
جنی به سبب بیماری مزمن و شرایط نامساعد جسمانی در ۱۸۸۲ میلادی در فلوریدا بازنشسته شد. او یکی از چهره‌های شاخص در تأسیس دانشکدهٔ پزشکی زنان در دانشگاه کویینز واقع در کینگستون، انتاریو بود. وی و خانواده‌اش دائماً بین انتاریو و فلوریدا در رفت‌وآمد بودند و سرانجام به لس آنجلس کالیفرنیا رفتند و جنی در سال ۱۹۲۱ میلادی در همان‌جا درگذشت.
اداره پست کانادا در سال ۱۹۹۱ میلادی تمبر یادبودی به افتخار او که نخستین زن پزشک در کانادا بود، منتشر کرد.